# Spinocalanus oligospinosus
Spinocalanus oligospinosus is een eenoogkreeftjessoort uit de familie van de Spinocalanidae. De wetenschappelijke naam van de soort is voor het eerst geldig gepubliceerd in 1970 door Park.